# مرزح

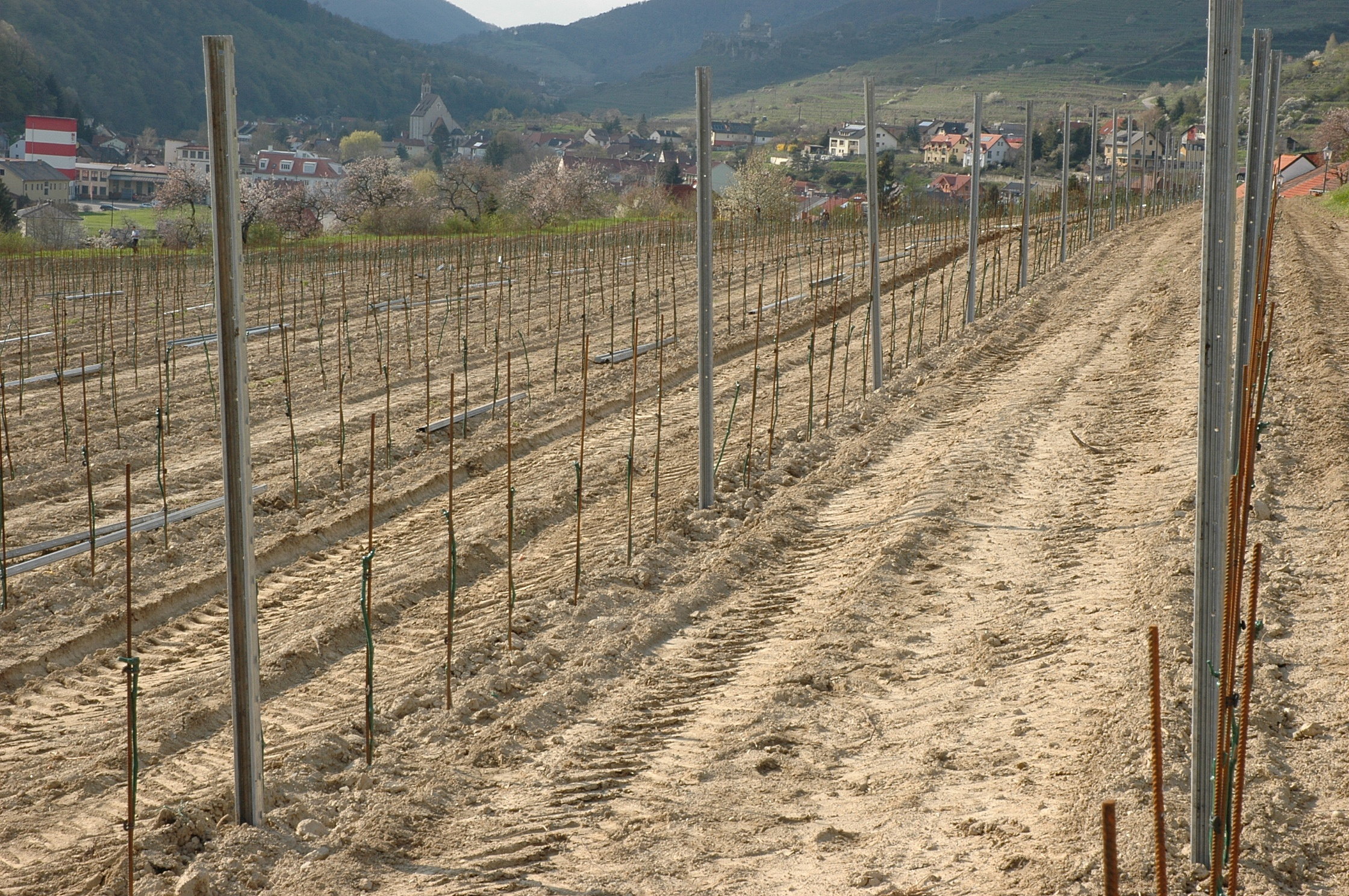
أرض كرمة يظهر فيها هيكل دعم الكرمة، ومنها المرزح

المِرْزَح أو المِمْسَاك أو المِسماك أو المِشْحَط هو مسندٌ على هيئة عصا يُستعمل لدعم الكرمة أو رفعها عن التربة. يكون المرزح أما من الخشب أو المعدن أو الخرسانة أو من مواد أخر مصنَّعة. وتسمى عملية دعم النبات هذه رَزح أو إرزاح.

## معرِض الصور

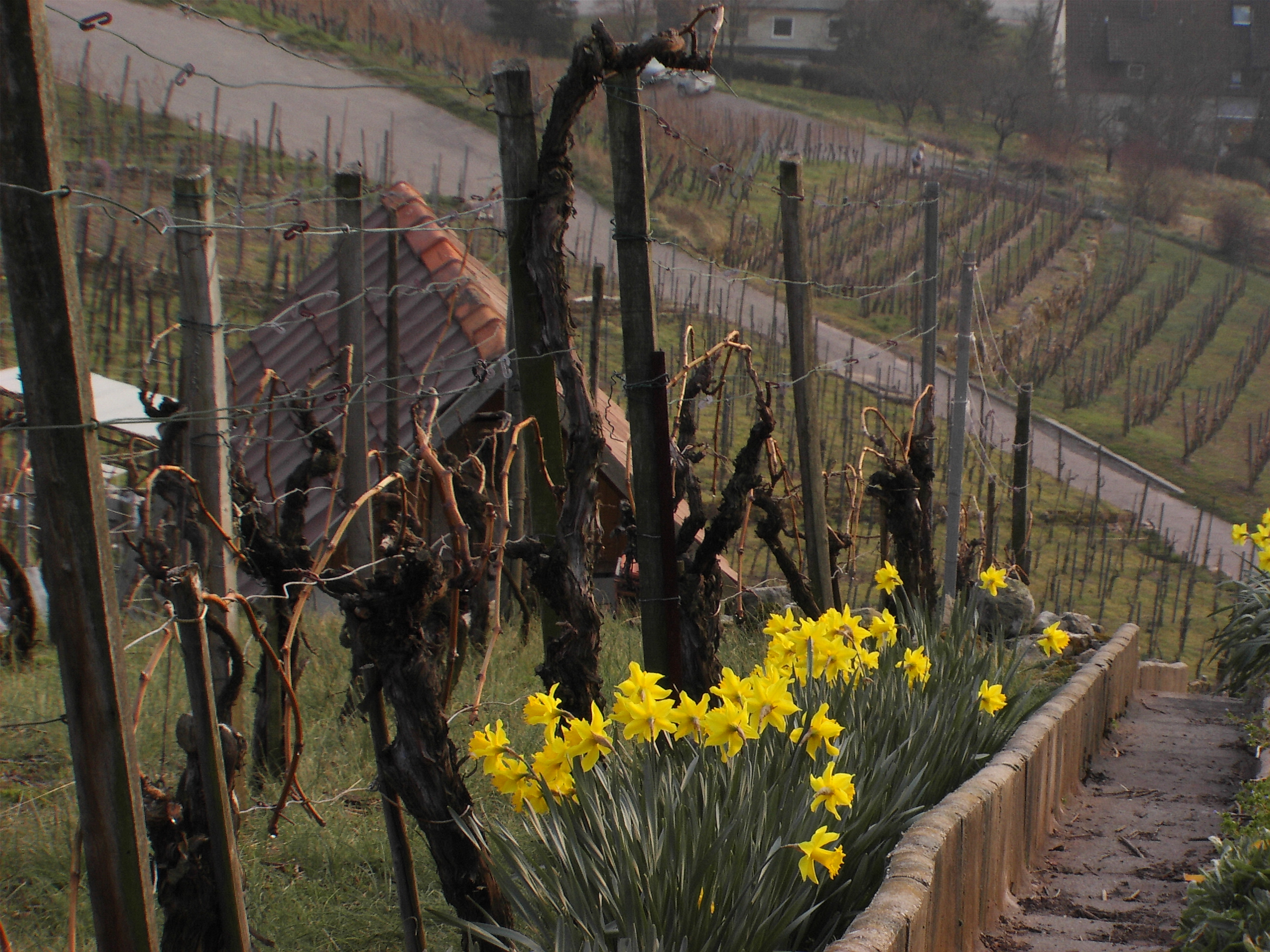
مرزح خشبي
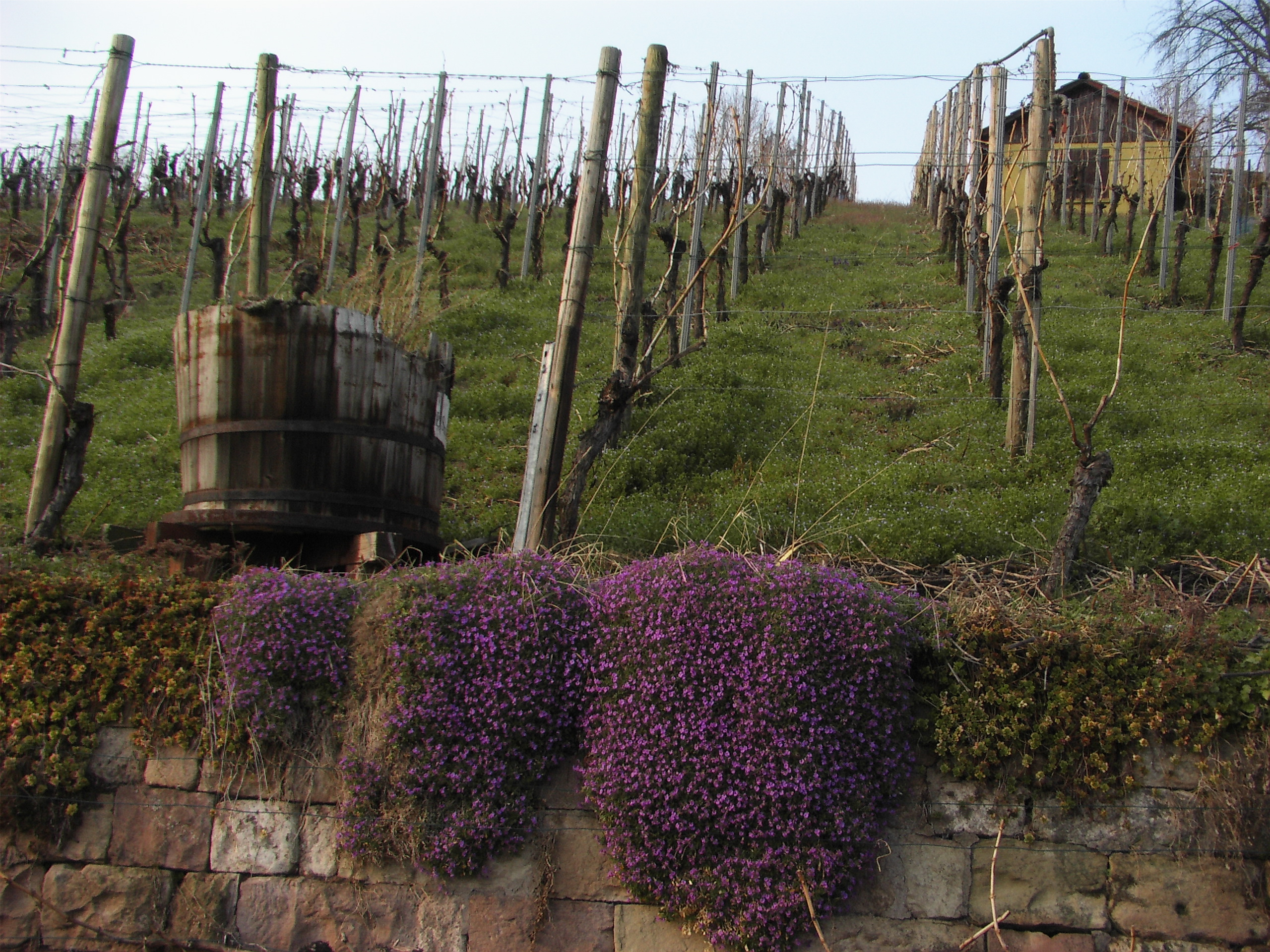
مرزح أنبوبي من الفولاذ
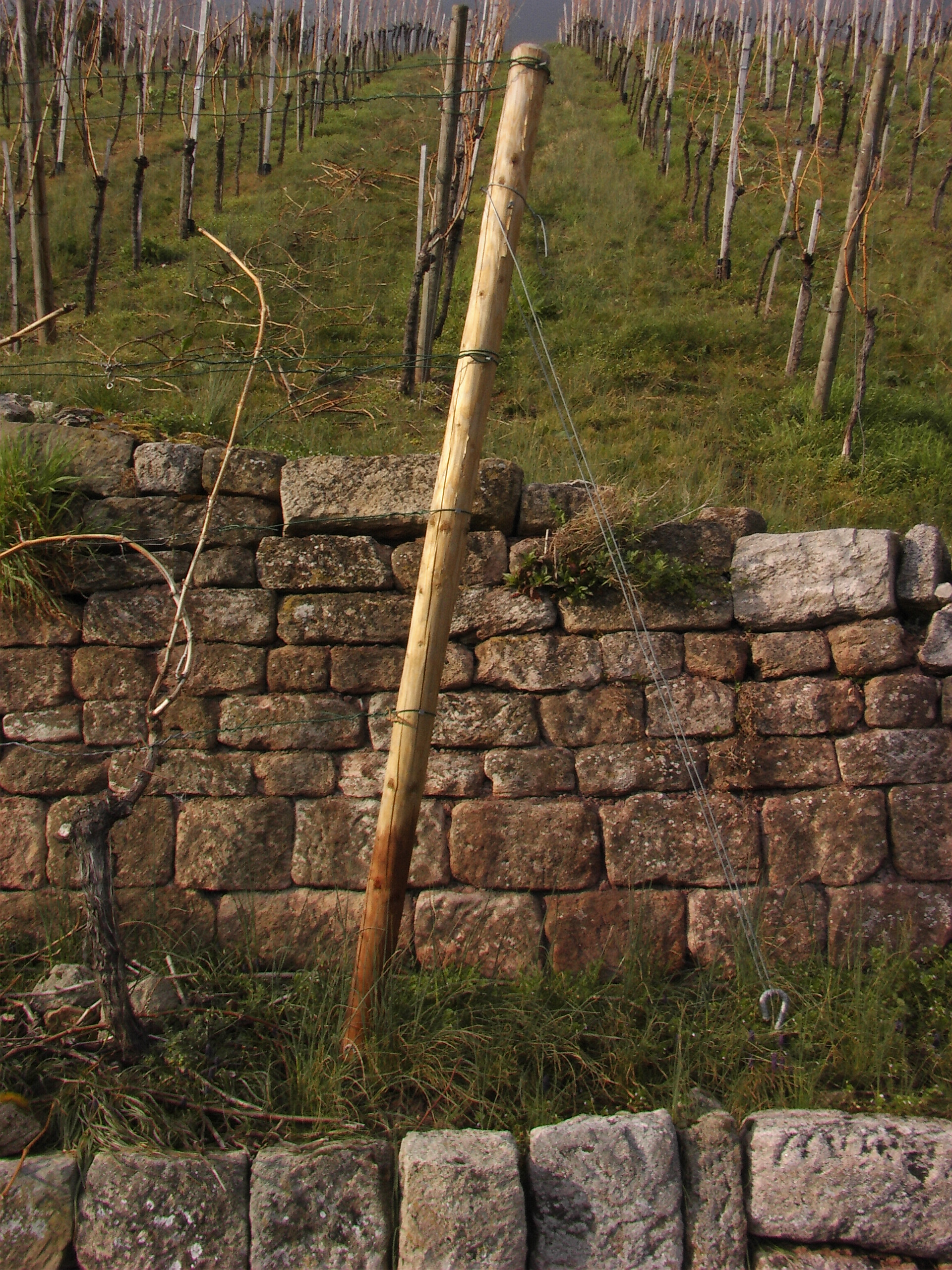
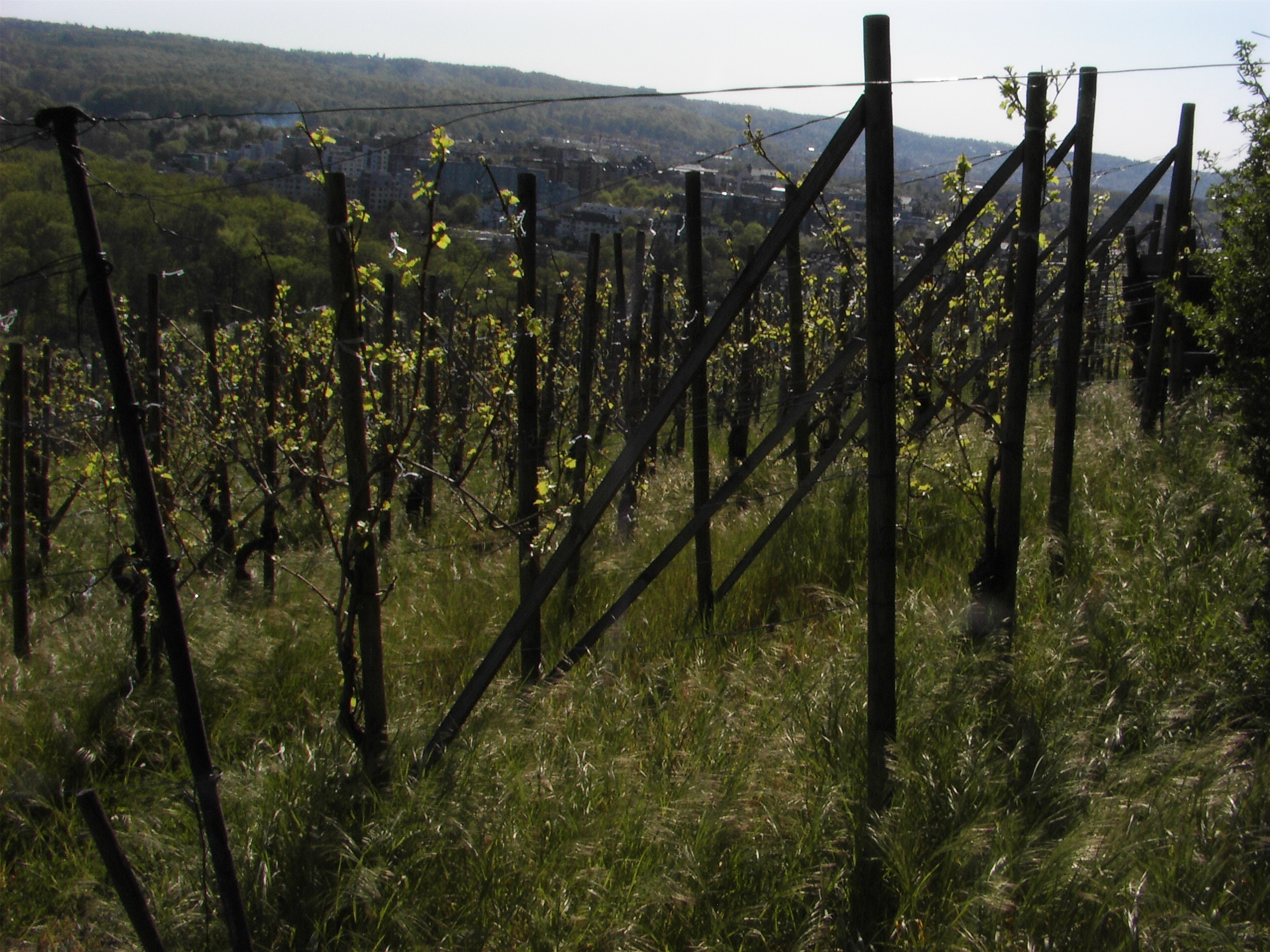
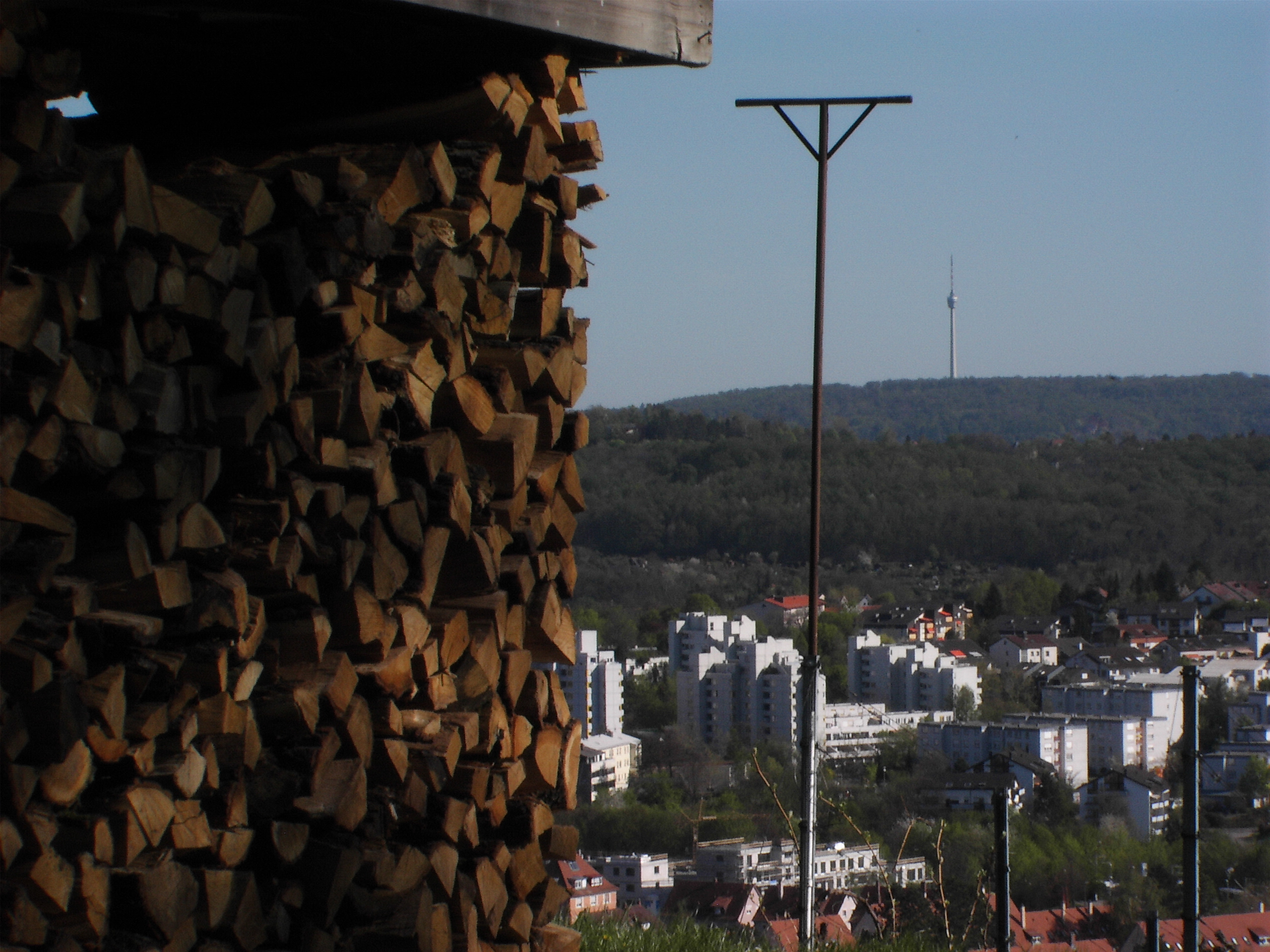
مَحط للطيور الكاسرة
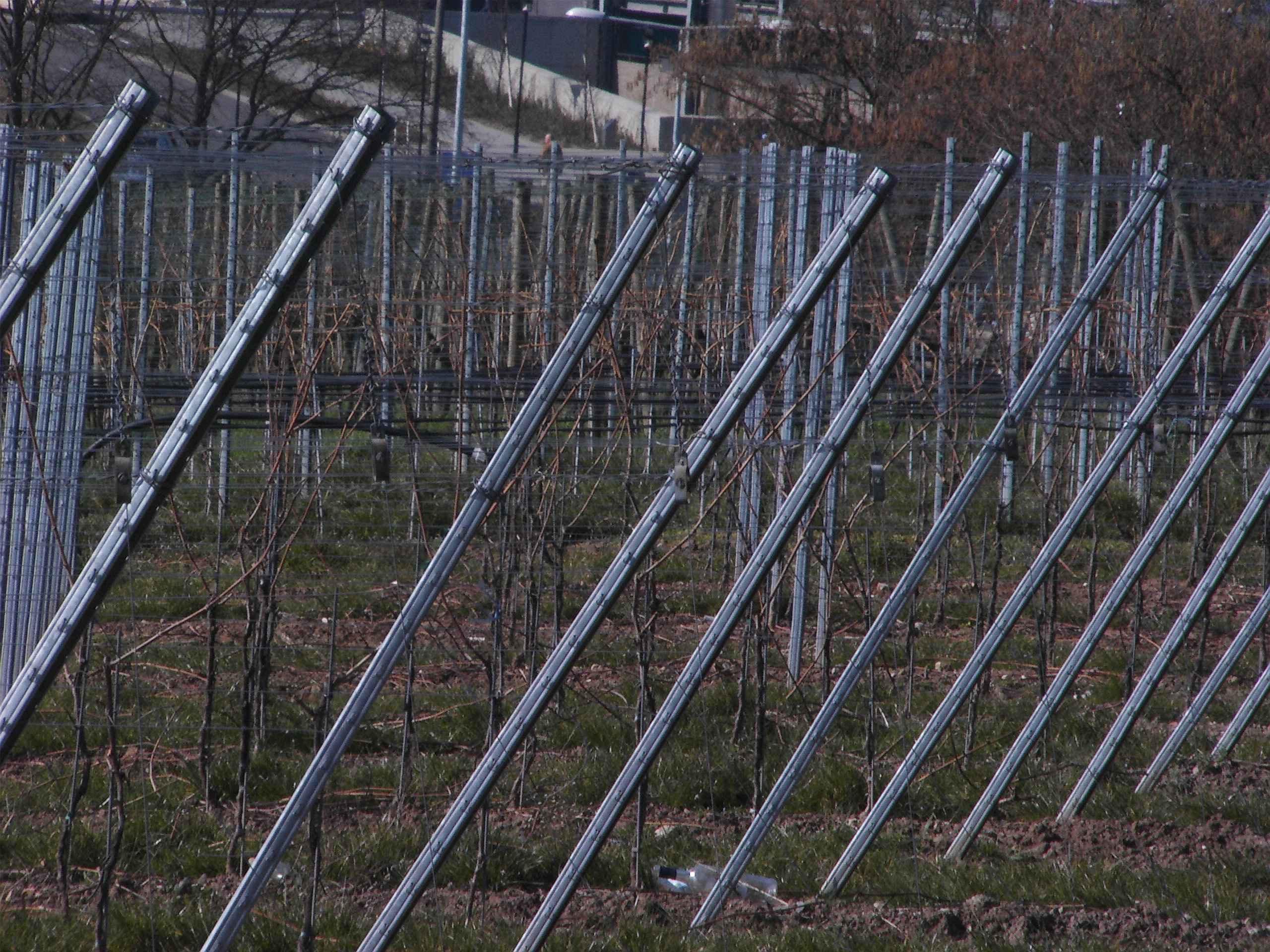
مرازح معدنية
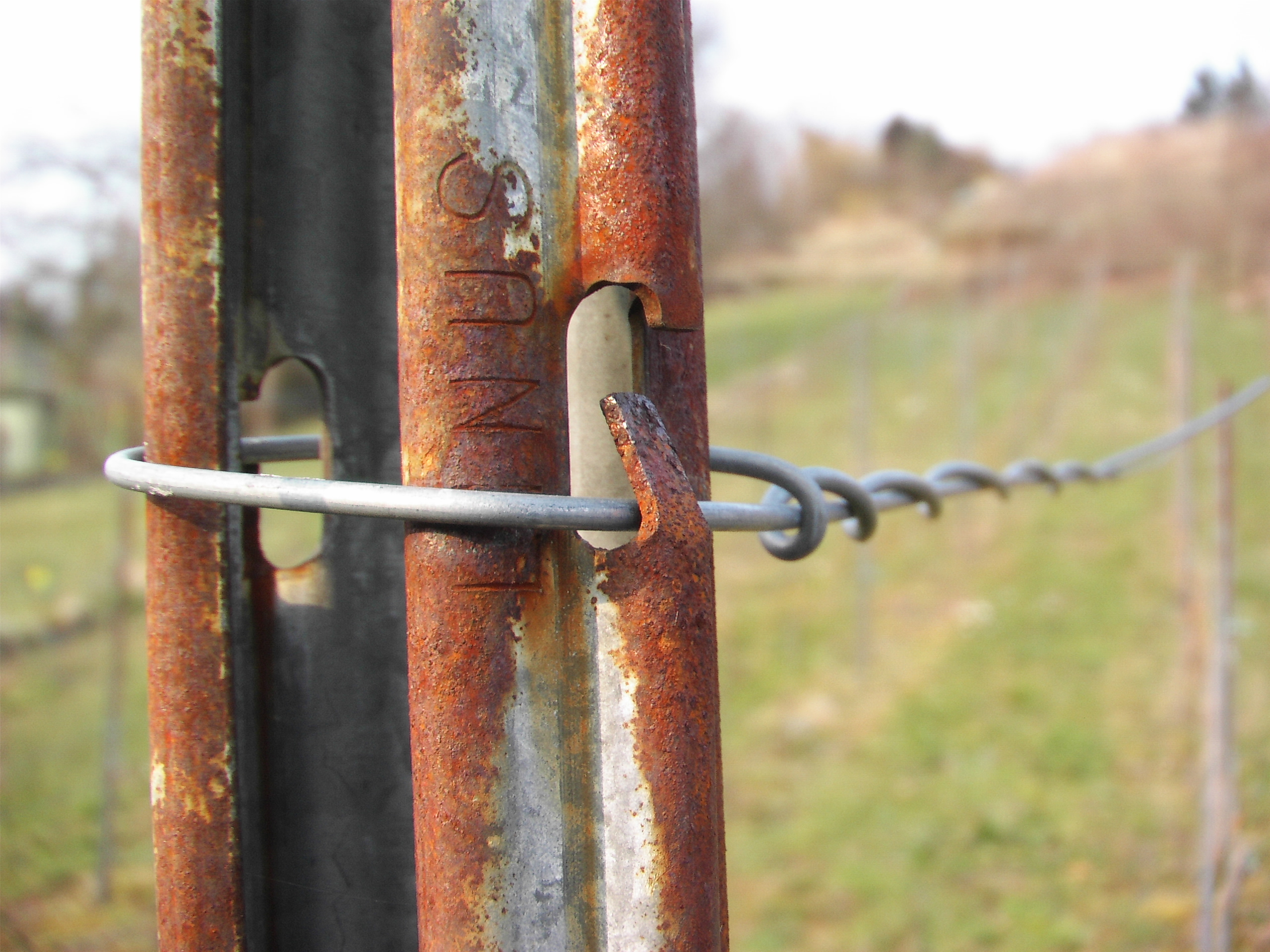
صدأ على مرزح معدني
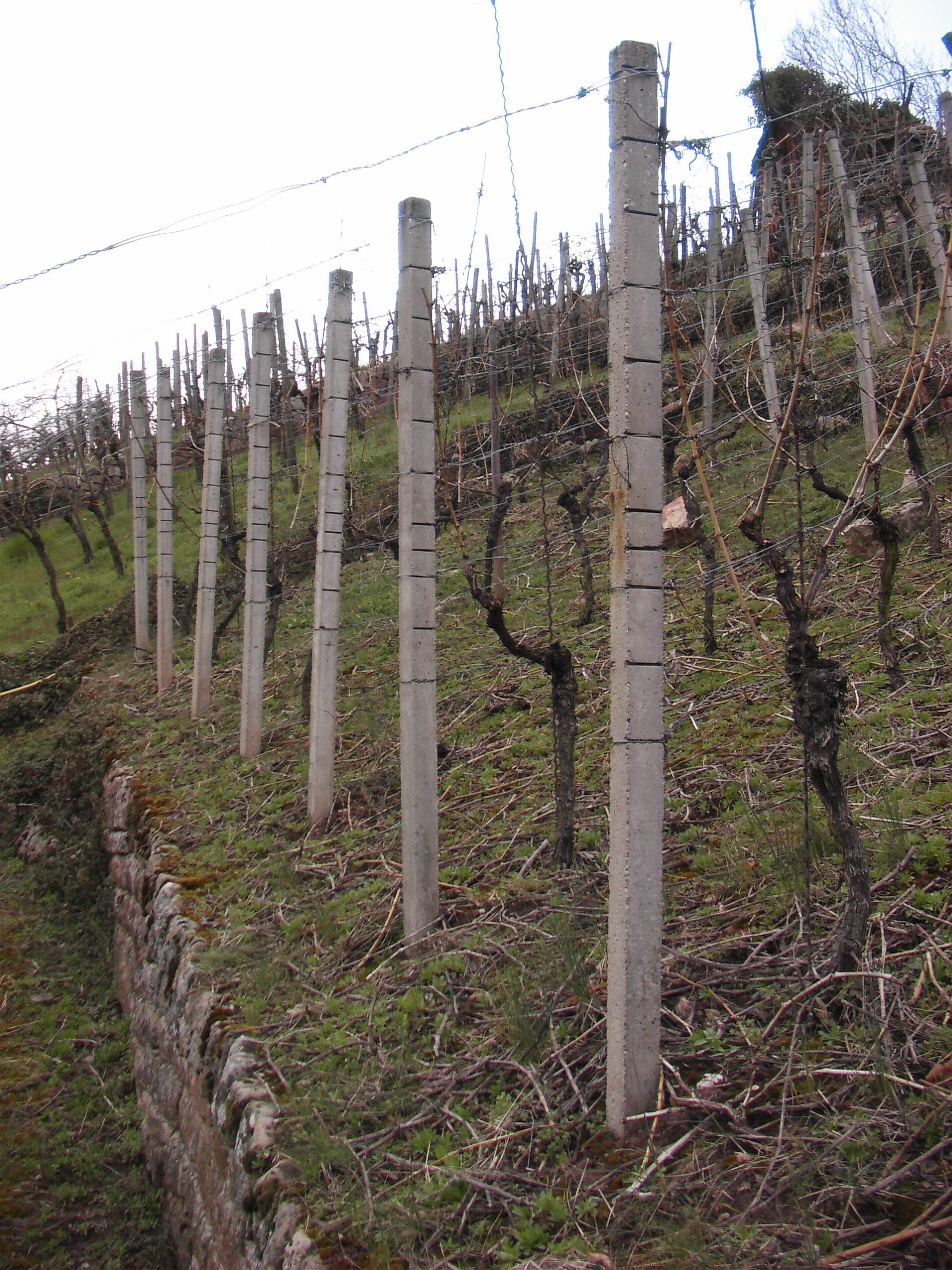
مرزح من الخرسانة